# Bastian Conrad
Bastian Conrad (* 18. März 1941 in Marburg) ist ein deutscher Neurologe und Buchautor.

## Leben
Bastian Conrad, Sohn des Psychiaters Klaus Conrad, studierte Medizin an den Universitäten von Göttingen und Freiburg, wo er bei Richard Jung promoviert wurde.
In München und Ulm erfolgte seine Weiterbildung zum Arzt für Neurologie. 1972/73 arbeitete er im Rahmen eines zweijährigen Forschungsaufenthalts am Department of Neurophysiology der University of Western Ontario bei Brooks und Wiesendanger im Bereich der experimentellen neurophysiologischen Grundlagenforschung. Seine wichtigsten wissenschaftlichen Beiträge mittels Einzelzellableitungen am Cortex und mittels reversibler Kühlung des Kleinhirns (Nucl. Dentatus) an wachen Primaten können in der Aufdeckung sog. Transkortikaler Reflexmechanismen (Brain Research 1974) und dem Nachweis einer Timing-Funktion des Kleinhirns bei ballistischen Bewegungen (J.Neurophysiol 1974) gesehen werden 1976 habilitierte er sich für das Fach Neurologie und Klinische Neurophysiologie an der Universität Ulm.
Als Oberarzt wirkte er an der Neurologischen Universitätsklinik Ulm und übernahm 1978 die Abteilung für Klinische Neurophysiologie an der Universität Göttingen. Neben klinisch neurophysiologischen Themen, vor allem aus dem Bereich Elektromyographie, widmete er sich von Anfang an den Themen Spastik und Bewegungsstörungen und wurde Leiter des Sonderforschungsbereichs Neurophysiologie und Pathologie der Motorik.
Nach seiner Tätigkeit als Ärztlicher Direktor des Klinikums Göttingen wurde er 1989 als Ordinarius für Neurologie auf den Lehrstuhl der Neurologischen Klinik der Technischen Universität München berufen und übernahm die Leitung der Neurologischen Klinik der TU München (Klinikum rechts der Isar). Seine klinisch-wissenschaftlichen Schwerpunkte lagen im Bereich der zentralen Motorik (Bewegungsstörungen) und im Bereich der peripheren Motorik (Elektromyographie). Die Erforschung der zentralen Motorik wurde durch den Einsatz und die Kombination der bildgebenden Verfahren CCT, MRT, fMRT und PET in der Neurologie begünstigt. Im Frühjahr 2007 wurde Bastian Conrad emeritiert.

## Leistungen
Bastian Conrad veröffentlichte zahlreiche Arbeiten in internationalen Zeitschriften und gab mehrere Monographien heraus. Hinzu kommen zahlreiche Buchbeiträge.
Nach seiner Emeritierung befasste er sich eingehend mit der Urheberschaftstheorie von William Shakespeare und gelangte in seiner Monografie Der wahre Shakespeare: Christopher Marlowe zu der persönlichen Gewissheit, dass nicht William Shakespeare aus Stratford, sondern Christopher Marlowe mit dem Verfasser der Werke William Shakespeares identisch gewesen sein muss (siehe Marlowe-Theorie).

## Monografien
- mit R. Benecke und H. Bauer (Hrsg.): Die klinische Wertung der Spastizität. Schattauer Verlag, Stuttgart 1984.
- mit R. Benecke: Diagnostische Entscheidungsprozesse mit dem EMG. Lehrbuch für Studierende und Ärzte. Edition Medizin, Verlag Neurochemie, 1987.
- mit R. Benecke und C. D. Marsden (Hrsg.): Motor disturbances. Academic Press, London 1987.
- Klinische Neurophysiologie und psychiatrische Anwendungsbereiche. Handbuch der Psychiatrie. Band 6, Springer Verlag, Heidelberg.
- mit M. Wiesendanger: Motorische Systeme. In: R. F. Schmidt  (Hrsg.): Pathophysiologie des Menschen. Edition Medizin, Neurochemie Verlag, 1990.
- mit A. Ceballos-Baumann (Hrsg.): Bewegungsstörungen. Thieme Verlag, 1996.
- mit C. Bischoff: Das EMG-Buch. Thieme Verlag, 1997.
- Der wahre Shakespeare: Christopher Marlowe. Zur Lösung des Jahrhunderte alten Autorschaftsproblems. 5. Auflage. Buch und Media, München 2016, ISBN 978-3-86520-374-8.